# 有機ビールの一覧
有機ビール（ゆうきビール）は、有機農法の原料で醸造されたビールである。他に総称として有機農法ビールまたはオーガニックビールと呼ばれる場合もある。

## 有機ビールの一覧
| 国名             | 製造会社名                                                                            | ビール名                                                                                          |
| ---------------- | ------------------------------------------------------------------------------------- | ------------------------------------------------------------------------------------------------- |
| オーストラリア   | フェラル・ブルーイングカンパニー (Feral Brewing Company)                              | フェラル・オーガニック・ピルスナー (Feral Organic Pilsner)                                        |
| オーストラリア   | マウンテンゴートビール (Mountain Goat Beer)                                           | オーガニック・インディア・ペールエール (Organic India Pale Ale)                                   |
| ベルギー         | ブラスリー・カラコール (Brasserie Caracole)                                           | トルーブレット・ビオ (Troublette bio)                                                             |
| ベルギー         | ブラスリー・デュポン (Brasserie Dupont)                                               | →詳細は「 en:Brasserie Dupont § Beers 」を参照                                                    |
| ベルギー         | ブラスリー・ブリュノー (Brasserie Brunehaut)                                          | ブリュノー・ビオ・ブランシュ (Brunehaut Bio Blanche)                                              |
| ベルギー         | ブラスリー・ブリュノー (Brasserie Brunehaut)                                          | ブリュノー・ビオ・ブロン (Brunehaut Bio Blond)                                                    |
| ベルギー         | ブラスリー・ブリュノー (Brasserie Brunehaut)                                          | ブリュノー・ビオ・アンベール (Brunehaut Bio Amber)                                                |
| ベルギー         | ブラスリー・カンティヨン (Brasserie Cantillon)                                        | グーズ100%ランビック・ビオロジク (Gueuze 100% Lambic biologique)                                  |
| ベルギー         | ニューベルギー・ブルーイングカンパニー (New Belgium Brewing Company)                  | マザーシップ・ウィット・オーガニックホウィートビール (Mothership Wit Organic Wheat Beer)          |
| ブラジル         | エイゼンバーン (Eisenbahn)                                                            | ピルゼン・ナチュラル (Pilsen Natural)                                                             |
| カナダ           | ボーズ・オールナチュラル・ブルーイングカンパニー (Beau's All Natural Brewing Company) | ラグトレッド (Lug Tread) 他。                                                                     |
| カナダ           | ミルストリート・ブルーリー (Mill Street Brewery)                                      | オーガニック・ピルスナー (Organic Pilsner)                                                        |
| カナダ           | ムスコカコテージ・ブルーリー (Muskoka Cottage Brewery)                                | ムスコカ・ヘフェヴァイスビア (Muskoka Hefe Weissbier) 他。                                        |
| カナダ           | ピカルーンズ・トラディショナル・エールズ (Picaroons Traditional Ales)                 | ドアヤード・オーガニックエール (Dooryard Organic Ale)                                             |
| カナダ           | パシフィックウエスタン・ブルーイングカンパニー (Pacific Western Brewing Company)      | ネイチャーランド・オーガニックアンバーエール (Natureland Organic Amber Ale)                       |
| デンマーク       | ティステッド・ブリューフュース (Thisted Bryghus)                                      | ティー・オコロギスク・ジュール・レン (Thy Økologisk Jule Ren)                                     |
| イングランド     | アーケルズ・ブルーリー (Arkell's Brewery)                                             | ビーズ・オーガニックエール (Bee's Organic Ale)                                                    |
| イングランド     | バス・エールズ (Bath Ales)                                                            | ワイルド・ヘアー (Wild Hare)                                                                      |
| イングランド     | ダークスター・ブルーリー (Dark Star Brewery)                                          | オーガニックラガー                                                                                |
| イングランド     | ダッキー・オリジナルズ (Duchy Originals)                                              | ダッキー・オリジナルズ・エール (Duchy Originals Ale)                                              |
| イングランド     | フィッシュ・ブルーイングカンパニー (Fish Brewing Company)                             | フィッシュテール・オーガニックアンバーエール (Fish Tale Organic Amber Ale)                        |
| イングランド     | フィッシュ・ブルーイングカンパニー (Fish Brewing Company)                             | フィッシュテール・オーガニック・インディア・ペールエール (Fish Tale Organic India Pale Ale)       |
| イングランド     | フラーズ・ブルーリー (Fuller's Brewery)                                               | オーガニック・ハニー・デュー (Organic Honey Dew)                                                  |
| イングランド     | グリーンキング・ブルーリー (Greene King Brewery)                                      | ラドルス・オーガニック (Ruddles Organic)                                                          |
| イングランド     | ホール&ウッドハウス (Hall & Woodhouse)                                                | リバーコテージストリンガー・オーガニックエール (River Cottage Stinger Organic Ale)                |
| イングランド     | マーブル・ブルーリー (Marble Brewery)                                                 | →詳細は「 en:Marble Brewery § Beers 」を参照                                                      |
| イングランド     | ラドルス・ブルーリー (Ruddles Brewery)                                                | ラドルス・オーガニックエール (Ruddles Organic Ale)                                                |
| イングランド     | サムエルスミス・ブルーリー (Samuel Smith Brewery)                                     | →詳細は「 en:Samuel Smith Brewery § Beers 」を参照                                                |
| イングランド     | シェパードニーム・ブルーリー (Shepherd Neame Brewery)                                 | ウィツタブル・ベイ (Whitstable Bay)                                                               |
| イングランド     | セント・ピーターズ・ブルーリー (St. Peter's Brewery)                                  | オーガニックエール (Organic Ale)                                                                  |
| イングランド     | ウィチウッド・ブルーリー (Wychwood Brewery)                                           | サークルマスター (Circlemaster)                                                                   |
| イングランド     | ウィチウッド・ブルーリー (Wychwood Brewery)                                           | ブレイクスピア・オーガニック (Brakspear Organic)                                                  |
| イングランド     | ウィチウッド・ブルーリー (Wychwood Brewery)                                           | ダッチー・オリジナル、サマー、ウィンターエール (Duchy Original, Summer and Winter Ales)           |
| フランス         | ブラスリー・カステレン (Brasserie Castelain)                                          | ジャド (Jade)                                                                                     |
| ドイツ           | G.シュナイダー&ゾーン (G. Schneider & Sohn)                                           | ゲオルグ・シュナイダーズ・ヴァイツェン・エーデル・ヴァイス (Georg Schneider's Wiesen Edel Weisse) |
| ドイツ           | ピンカス・ミューラー (Pinkus Müller)                                                  | →詳細は「 en:Pinkus Müller § Products 」を参照                                                    |
| ギリシャ         | ピライキ地ビール醸造所 (Piraiki Microbrewery、)                                       | ピライキ (Piraiki、Πειραϊκή)                                                                      |
| ギリシャ         | レティムニアンビール醸造所 (Rethymnian Brewery、Ρεθυμνιακή Ζυθοποιϊα)                 | レティムニアン・ブロンド (Rethymnian Blonde)                                                      |
| ギリシャ         | レティムニアンビール醸造所 (Rethymnian Brewery、Ρεθυμνιακή Ζυθοποιϊα)                 | レティムニアン・ダーク (Rethymnian Dark)                                                          |
| イスラエル       | イスラエル・ビール・ブルーリーズ (Israel Beer Breweries)                              | モルトビール (Malt Beer)                                                                          |
| 日本             | エチゴビール株式会社                                                                  | 粋生ビール・スーパープレミアム                                                                    |
| 日本             | 銀河高原ビール                                                                        | 有機栽培ビール                                                                                    |
| 日本             | 北海道麦酒醸造                                                                        | 小樽麦酒オーガニックビール・デュンケルタイプ                                                      |
| 日本             | 細川酒造株式会社                                                                      | 上馬ビール（あげうまビール）                                                                      |
| 日本             | 日本ビール                                                                            | 有機農法ビール                                                                                    |
| 日本             | サッポロビール                                                                        | オーガニック100                                                                                   |
| 日本             | ヤッホーブルーイング                                                                  | サンサンオーガニックビール                                                                        |
| ニュージーランド | オーガニック・ピルスナー (Organic Pilsner)                                            |                                                                                                   |
| ニュージーランド | グリーンマン・ブルーリー (Green Man brewery)                                          | ラガー (Lager) 、ピルス (Pils) 、スタウト (Stout) 他。                                            |
| スコットランド   | ブラックアイル・ブルーリー (Black Isle Brewery)                                       | →詳細は「 en:Black Isle Brewery 」を参照                                                          |
| スコットランド   | カレドニアン・ブルーリー (Caledonian Brewery)                                         | ゴールデン・プロミス (Golden Promise)                                                             |
| アメリカ合衆国   | アパラチアン・ブルーイングカンパニー (Appalachian Brewing Company)                    | トレイルブレイズ・オーガニック・ブラウン・エール (Trail Blaze Organic Brown Ale)                  |
| アメリカ合衆国   | ビゾン・ブルーイングカンパニー (Bison Brewing Company)                                | インディア・ペールエール (India Pale Ale) 他。                                                    |
| アメリカ合衆国   | ブルックリン・ブルーリー (Brooklyn Brewery)                                           | オーガニック・ポーター (Organic Porter)                                                           |
| アメリカ合衆国   | エルリバー・ブルーイングカンパニー (Eel River Brewing Company)                        | オーガニック・アンバーエール (Organic Amber Ale)                                                  |
| アメリカ合衆国   | フィッシュ・ブルーイングカンパニー (Fish Brewing Company)                             | →詳細は「 en:Fish Brewing Company 」を参照 →「 カスカディア共和国 」も参照                        |
| アメリカ合衆国   | コナ・ブルーイングカンパニー (Kona Brewing Company)                                   | オセアニック・オーガニック・セゾン (Oceanic Organic Saison)                                       |
| アメリカ合衆国   | マッドリバー・ブルーイングカンパニー (Mad River Brewing Company)                      | ジョン・バーリーコーン (John Barleycorn)                                                          |
| アメリカ合衆国   | ニューグラルス・ブルーイングカンパニー (New Glarus Brewing Company)                   | オーガニック・レボリューション・エール (Organic Revolution Ale)                                   |
| アメリカ合衆国   | オーリオ・オーガニックビールカンパニー (Orlio Organic Beer Company)                   | オーリオ・オーガニック・コモン・エール (Orlio Organic Common Ale)                                 |
| アメリカ合衆国   | オタークリーク・ブルーイング (Otter Creek Brewing)                                    | ウラバーズ (Wolaver's)                                                                            |
| アメリカ合衆国   | ピーク・オーガニックブルーイングカンパニー (Peak Organic Brewing Company)             | ピーク・ポムグラネート・ホウィート (Peak Pomegranate Wheat)                                       |
| アメリカ合衆国   | ピスガー・ブルーイングカンパニー (Pisgah Brewing Company)                             | ピスガー・ペールエール (Pisgah Pale Ale) 他。                                                     |
| アメリカ合衆国   | レッドロック・ブルーイングカンパニー (Red Rock Brewing Company)                       | オーガニック・ツヴィッケル・ビーア (Organic Zwickel Bier)                                         |
| アメリカ合衆国   | ウィスコンシン・ブルーリーズ (Wisconsin breweries)                                    | オーガニック・ロールド・オートスタウト (Organic Rolled Oat Stout)                                 |